# János Pál
János Pál (Csíkdánfalva, 1921. június 4. – 2018. május 3.) erdélyi magyar muzeológus, néprajzi író.

## Életútja, munkássága
Iskoláit szülőfalujában és Csíkszeredában végezte, Marosvásárhelyen tanítói képesítést szerzett (1941). Előbb tanító Jobbágytelken, Csíkdánfalván és Gyergyóremetén, 1949-től a csíkszeredai Pedagógiai Iskola tanára, majd igazgatója volt. 1952-től Csík rajonban tanfelügyelő, 1959-től a Csíkszeredai Múzeum őre, 1964-től igazgatója volt. Közben a Babeş–Bolyai Egyetemen mint magyar nyelv és irodalom szakos tanár fejezte be tanulmányait.
Muzeológiai munkássága mellett sokrétű tudományos, publicisztikai tevékenységet fejtett ki. Cikkei, tanulmányai magyar és román nyelven a marosvásárhelyi, sepsiszentgyörgyi, székelykeresztúri múzeumok évkönyveiben, az Aluta, Studii şi cercetări de istorie veche, Hargita hasábjain jelentek meg; írásaiban helytörténettel, természetjárással, tárgyi és szellemi néprajzzal, a múlt kiemelkedő személyiségeivel, népi értékek hasznosításával foglalkozott.

## Művei
Dolgozatai közül különlenyomatban is megjelent Csíkszeredában:
- Csíki szőttes szoknya, rokolya (1970);
- Lăzi de zestre din Ciuc – Csíki írott szuszékok (1971);
- Adalékok a XVIII–XIX. századi csíki népviselethez (1971);
- Cultura Jigodin, o cultură cu ceramica murală (Petre Romannal és Horváth Csabával, 1973);
- Csíkból előkerült alakos kályhacsempék (Demény István Pállal és Kristó Tiborral, 1980).

Gyűjteményes munkája: Pásztorbotok, sulykok, kopjafák (Kiadatlan. Letölthető: https://elte.academia.edu/JuditTop%C3%A1l/Ethnography) 
Szerkesztette a Nagy Imre-fametszetek c. kisalbumot (Csíkszereda, 1978) és Simó Györggyel együtt összeállította a festőművész csíkszeredai és zsögödi adományainak és hagyatékainak jegyzékét Nagy Imre posztumusz Följegyzések c. naplója (1979) függelékében.